# Mission permanente de Djibouti auprès des Nations unies
La mission permanente de la république de Djibouti auprès de l'Office des Nations unies à Genève est la représentation diplomatique de la république de Djibouti auprès de l'Office des Nations unies à Genève.

## Localisation
La mission permanente est située dans le quartier du Petit-Saconnex au 19 chemin-Louis-Dunant à proximité du palais des Nations.

## Rôle et fonctionnement
La mission permanente est dirigée par S.E M. Mohamed-Siad Doualeh, ambassadeur et représentant permanent de la république de Djibouti auprès de l'Office des Nations unies à Genève et des autres institutions spécialisées depuis septembre 2006.
M. Mohamed-Siad Doualeh fut ambassadeur de Djibouti au Kenya et porte-parole du ministère des Affaires étrangères.
La mission permanente représente la république de Djibouti dans ses relations avec les différentes agences des Nations unies présentes à Genève. La république de Djibouti a été vice-présidente du Conseil des droits de l'homme des Nations unies et en est également membre depuis sa réélection pour trois ans en mai 2009. Elle est également membre du comité exécutif du Haut Commissariat des Nations unies pour les réfugiés et est active dans les activités de plus d’une dizaine d’organisations internationales présentes à Genève.
La mission permanente assure et facilite les déplacements des représentants officiels de la république de Djibouti lors des conférences qui se déroulent en Suisse.

## Autres représentations de la république de Djibouti
- Auprès des Nations unies
  - Mission permanente de la république de Djibouti auprès des Nations unies à New-York

- Auprès d'autres organisations multilatérales
  - La délégation permanente de la république de Djibouti auprès de l’UNESCO à Paris.
  - La représentation permanente de la république de Djibouti auprès de l’Union africaine à Addis-Abeba.
    - La représentation permanente de la république de Djibouti auprès de la Ligue arabe au Caire.